# 朝も、昼も、夜も。
『朝も、昼も、夜も。』は、青木琴美による日本の漫画作品。漫画雑誌『少女コミック』（小学館）にて2002年の17号から連載開始。全2巻。

## 単行本
少コミフラワーコミックス（小学館）より刊行
- 朝も、昼も、夜も。１（2003年1月20日初版第１刷発行）ISBN 4-09-137837-4

「少女コミック」2002年17号～20号に掲載分収録
「バックステージで待っている」を収録
- 朝も、昼も、夜も。２（2003年3月20日初版第１刷発行）ISBN 4-09-137838-2

「少女コミック」2002年21号～24号に掲載分収録
「せつないくらいに君しか見えない」（「少女コミック」増刊2002年12月15日号掲載）を収録
「朝も、昼も、夜も。～あなただけ愛している～」（書下ろし）を収録

## あらすじ
中学生時代に大学生の男にイタズラされそうになったことがトラウマになっている末次 忍。クラスメートの横溝 潤は、そのトラウマの原因になった男にそっくり。潤には近づかれただけで涙が出てしまう忍だが、潤と一緒に学園祭の実行委員になってしまった。潤から、告白された忍は潤に辛辣な言葉を浴びせる。忍を泣かせたくない潤だが、「忍が好き」という強い思いに勝てず、忍を幾度となく傷つけてしまう。

## 登場人物
末次 忍（すえつぐ しのぶ）
中学生時代にイタズラされそうになったことがトラウマになり男に近づくことが出来ない高校生。クラスメートの潤が、その男にそっくりなため近づかれただけで涙が出てしまう。告白されたことをきっかけに、辛辣な言葉を潤に放ってしまい、傷つけていることが気になっている。恐怖心に打ち勝とうと話しかけるが、潤の行動がトラウマを思い出させるばかりで、怖いと感じてしまう。
横溝 潤（よこみぞ じゅん）
忍のことが好きな高校生。忍に泣かれるほど嫌われているが、告白した。好きという思いが強く、忍を傷付けないように気をつけているが強引な行動が、忍を怖がらせてしまう。